# 시효경찰
《시효경찰》(時効警察 지코케이사츠[*])은 2006년 《금요 나이트 드라마》 시간대에 방송된 오다기리 조 주연의 텔레비전 드라마이다. 여주인공인 아소 구미코는 이 드라마가 민영 방송 연속 드라마 첫 출연작이다. 2007년에는 제2탄인 《돌아온 시효경찰》(帰ってきた時効警察)이 방송됐다.　

## 개요
시효(공소시효)가 성립된 미해결 사건을 '취미'로 조사하는 소부경찰서 시효관리과 키리야마 슈이치로의 활약을 그린 코믹 미스테리 작품이다.

## 출연진

### 소부경찰서

#### 시효관리과
- 키리야마 슈이치로 - 오다기리 조

본작의 주인공. 소부경찰서 시효관리과에서 수사 자료 관리를 맡고 있는 경찰관. 30세. 계급은 순사부장. 온화한 성격이지만, 아무런 취미가 없다고 놀림받자, 시효 사건 수사를 취미로 갖게되며, 결국 정기 예금까지 해약한다. “일요일에 안경을 쓰는 건 영국사람 같다.”, “도피처는 도호쿠 지방 말고는 있을 수 없다(그러나 산인 지방은 가능)” 등 뜻을 알 수 없는 비유를 자주 한다.
- 마타라이 - 후세 에리
- 사네이에 - 에구치 노리코
- 마카데 - 고이데 사오리
- 쿠마모토 - 이와마쓰 료

#### 교통과
- 미카즈키 시즈카 - 아소 구미코

#### 형사과
- 쥬몬지 하야테 - 도요하라 고스케

형사. 33세. 키리야마와 동기(쥬몬지가 3살 많으며, 대학입시에서 4수를 했기 때문). 효고현 히메지시 출신이다. 형사과의 에이스라 불리지만, 그 이유는 형사과에 제대로 된 형사가 없기 때문이다. 중증 나르시스트이며, 필요이상으로 폼을 잡으며, 키리야마를 깔본다.(전혀 악의가 없다는 것만이 장점이라는 것 외에 칭찬할 것은 없다)
- 하치즈카 - 히다 야스히토

형사. 38세. 쥬몬지의 상사로, 통칭 형사과의 곤란함씨. 과거에 큰 사건을 해결해 "자신의 형사 인생에서 평생 분의 일을 했다"며 자부하고 있다. 특별한 용무 없이 자주 시효관리과에 얼굴을 내미는게 일과이다. 사람의 이야기를 잘 듣지 않으며, 적당히 사는 사람. 주의력이 산만하고 쥬몬지에게 하치상이라고 불린다.

#### 그 외
- 모로사와 - 미쓰이시 겐

감식과의 감식관. 41세. 취미는 파친코. 키리야마의 시효사건수사의 증거를 유료(가끔은 무료)로 감정해준다.

### 시효경찰 각 화 게스트
제1화
니시소부시에서 일어난 요리학교 이사 살인사건 1991년 1월 5일 발생
- 키사마츠 히로미 - 아즈마 치즈루

소네자키 다이스케의 전 부인. 현재는 가정요리연구가이다. 키리야마가 말하길 거짓말을 하면 머리모양이 변한다. 저서로 《어라? 이거 만든거야?》, 《남자친구가 반하는 최종가정요리》 등이 있다.
- 미즈오카 유키코 - 다카다 쇼코

소네자키 다이스케의 전 애인. 15년 전, 히로미의 알리바이를 증명했다. 담배 캐스터 마일드를 핀다.
- 소네자키 다이스케 - 기무라 야스지

15년 전에 누군가에게 살해당했다. 부인 히로미가 시작한 요리학교의 이사.
- 카사마츠 마치오

키사마츠 히로미의 현재 남편. 15년 전에는 그녀의 조수였다.
- 카사마츠 시로
- 하야시다 순사 - 사사노 다카시

15년 전 사건을 담당했건 경찰관 (전직 형사이며, 현재는 파출소에서 근무). 시로와 같은 학년인 아들 신이치(니시하라 노부히로)가 있다.
제2화
수영 올림픽 선수과 코치의 불륜 끝의 동반자살 사건. 1991년 1월 15일 발생.
- 후지야마 시오리 - 이케와키 치즈루

제3화
- 다나카 데쓰시

제4화
- 나가사쿠 히로미

제5화
- 오키나 메구미
- 아즈마 미키히사

제6화
- 모리구치 요코
- 요시타카 유리코

제8화
- 마키 요코

최종회
- 료

### 돌아온 시효경찰 각 화 게스트
제1화
- 누쿠미즈 요이치

제2화
- 이치카와 미와코
- 야자와 신

제3화
- 스기모토 아야
- 미쓰시마 히카리

제4화
- 도모사카 리에
- 안도 다마에

제5화
- 도쿠이 유

제6화
- 니시다 나오미

제7화
- 고쿠쇼 사유리

제8화
- 오모리 나오

최종화
- 마쓰오 스즈키

## 부제

### 시효경찰
| 각 화                                                    | 부제                                                                  | 게스트          | 각본                                          | 연출                                          | 시청률 |
| -------------------------------------------------------- | --------------------------------------------------------------------- | --------------- | --------------------------------------------- | --------------------------------------------- | ------ |
| 제일화                                                   | 시효의 사건에는 맛있는 밥의 김이 어울린다고 해도 과언이 아니다        | 아즈마 치즈루   | 미키 사토시                                   | 미키 사토시                                   | 9.7％  |
| 제이화                                                   | 우연도 극에 달하면 필연이라고 해도 과언은 아니다!                     | 이케와키 치즈루 | 미키 사토시                                   | 미키 사토시                                   | 12.1％ |
| 제삼화                                                   | 백만명에게 무시당해도 한 사람이 돌아봐주면 그것은 행복한 것...아니야? | 오가와 타마키   | 이와마쓰 료                                   | 이와마쓰 료                                   | 8.3%   |
| 제사화                                                   | 범인의 575는 절벽 위                                                  | 나가사쿠 히로미 | 소노 시온                                     | 소노 시온                                     | 11.2％ |
| 제오화                                                   | 키스로 죽여! 죽음의 입맞춤은 달콤했을지도?                            | 오키나 메구미   | 타카야마 나오야 츠카모토 렌페이               | 츠카모토 렌페이                               | 10.8％ |
| 제육화                                                   | 사랑의 시효는 2월 14일인지 아닌지는 당신 나름                         | 모리구치 요코   | 소노 시온                                     | 소노 시온                                     | 9.2％  |
| 제칠화                                                   | 주부가 맨발이 되는 이유를 다같이 생각합시다!                          | 하즈키 리오나   | 이와마쓰 료                                   | 츠카모토 렌페이                               | 11.2％ |
| 제팔화                                                   | 벚꽃 피는 합격통지는 죽음으로의 초대장?                               | 사쿠라이 아츠코 | 케라리노 산드로비치 (공동각본: 야마다 아카네) | 케라리노 산드로비치 (공동각본: 야마다 아카네) | 8.4％  |
| 최종화                                                   | 안녕의 메시지는 헤어짐을 뜻하는 것만은 아니라고 해도 과언은 아니다!   | 료              | 미키 사토시                                   | 미키 사토시                                   | 10.1％ |
| 평균시청률 10.5% (시청률은 간토 지구·비디오 리서치 조사) |                                                                       |                 |                                               |                                               |        |